# Анна Николова
Анна Бориславова Николова е българска класическа филоложка, университетска преподавателка, учителка и преводачка. Изследователка е на сребърния и късния латински език и литература, както и на средновековната латинска литература.

## Биография
Анна Николова е родена на 16 април 1939 г. в София в семейството на вазовата племенница Бинка Вазова и арх. Борислав Николов. През 1962 г. завършва класическа филология в Софийския университет и оттогава работи в университета като хоноруван преподавател и асистент (1962 – 1974 г.), старши асистент (1974 г.), главен асистент (1975 г.), доцент (1988 г.) по римска литература. От 2004 г. насам е professor emeritus. Доктор по класическа филология (1975 г.). Зам. декан на ФКНФ (1989 – 1993), ръководител на Катедра „Класическа филология“ (1991 – 1999), ръководител на Катедра „Унгарска филология“ (1995 – 1999). Отличена с почетен знак на Софийския университет със синя лента (2010).

## Научна дейност
Дисертацията ѝ е на тема „Хронология на диалозите на Луций Аней Сенека (въз основа на De ira и De clementia)“. Хабилитационният ѝ труд е на тема „Хронология на диалозите De vita beata, De tranquillitate animi и De brevitate vitae на Луций Аней Сенека“. Професионалните ѝ интереси обхващат освен римски древности и латинска медиевистика и приложението на компютрите в хуманитаристиката, по-специално във филологията.

### По-важни уводи и послеслови
- Гай Светоний Транквил и неговите животописи. Увод към „Дванадесетте цезари“ на Светоний, София: Народна култура, библ. Хермес, 1981, стр. 5 – 8.
- „Етиопска повест“ през вековете. Увод към превода на „Етиопска повест“, София: Народна култура, библ. Хермес, 1982, стр. 5 – 9.
- Жив глас от бурни времена. Увод към „Избрани писма“ от Цицерон, София: Народна култура, библ. Хермес, 1983, стр. 5 – 10.
- Марк Тулий Цицерон, живот и дело. Увод към „Избрани речи“ от Марк Тулий Цицерон, 1983, стр. 27 – 43.
- За постижимостта на високонравственото. Увод към „Етически трактати“ на Цицерон, София: Народна култура, библ. Хермес, 1984, стр. 5 – 11.
- Писмата на Плиний Млади. Увод към „Писма“ от Плиний Млади, София: Народна култура, библ. Хермес, 1984, стр. 5 – 9.
- Послеслов към „Атически нощи“ на Авъл Гелий, 1985, стр. 234 – 236.
- Към златния век на римската лирика. Увод към „Звезден венец. Римски поети“, 1987, стр. 5 – 15.
- Римска литература, 1988, изд. Отечество, съставителство, бележки и послеслов – „Пътят на римската литература“, стр. 260 – 271.
- Тит Ливий и неговото литературно дело. Увод към Тит Ливий, Достопаметни герои и деяния, София: Народна култура, 1989, библ. Хермес, стр. 5 – 7.
- Апулей прозаикът. Увод към „Апология“ на Апулей, София: Народна култура, библ. Хермес, 1990, стр. 5 – 11.
- Квинт Хораций Флак – живот и дело, увод към „Събрани творби“ на Хораций, 1992, стр. 7 – 19.
- Увод към превода на „За подражанието на Христа“. София: Хемус, 1996.
- Увод към „Римската цивилизация“ на Пиер Гримал. София: Български художник, 1998.
- Философът Сенека – наставник и възпитател: „За Снизходителността“ и „За благодеянията“. Предговор към „За благодеянията“, „За снизходителността“ от Луций Аней Сенека. София: Рива, 2001, 7 – 15.
- Един философ по пътя към щастливия живот. Предговор към Диалози от Луций Аней Сенека. София: Рива, 2002, 7 – 22.

### По-важни преводи
- Гай Светоний Транквил, Дванадесетте цезари. София: Народна култура, 1981 (Библиотека „Хермес“) (биографиите на Калигула, Клавдий, Нерон, Нерва, Вителий, Веспасиан, Тит и Домициан); второ издание, София: Рива, 2002.
- Луций Аней Сенека. Избрани диалози. София, 1987; второ пълно издание на диалозите с включване на За отдиха – прев. П. Стоянова и Утешение към Полибий – прев. А. Шелудко), София: Рива, 2002.
- Св. Аврелий Августин. Изповеди. София, 1993 (Библиотека „Хермес“); второ издание, София: Изток-Запад, 2006.
- Хроника на фамилията Булгари от остров Корфу. София: Апостроф, 2006.
- Св. Аврелий Августин. Разговори със себе си. В: Поредица Cultura animi. Св. Аврелий Августин. Избрани произведения, София: Университетско издателство „Св. Климент Охридски“, 2008.
- Св. дон Джовани Боско. Спомени. София: Изток-Запад, 2009.